# Red Ruffing
Charles Herbert Ruffing (Granville, Illinois, 3 de mayo de 1905-Mayfield Heights, Ohio, 17 de febrero de 1986), más conocido como Red Ruffing, fue un jugador profesional estadounidense de béisbol que se desempeñó en la posición de lanzador en las Grandes Ligas de Béisbol (MLB). Es miembro del Salón de la Fama del Béisbol.

## Carrera
Ruffing jugó como profesional siete temporadas en Boston Red Sox (1924-1930), después pasó a New York Yankees (1930-1942, 1945-1946), luego a Chicago White Sox, donde jugó una temporada (1947), y fue el equipo en el que se retiró.

## Reconocimiento
En 1967, ingresó como miembro al Salón de la Fama del Béisbol.